# Stenus comma
Stenus comma, Synonym: Stenus bipunctatus ist ein Käfer aus der Familie der Kurzflügler (Staphylinidae). 

## Merkmale
Die Käfer erreichen eine Körperlänge von 5 bis 6 Millimetern. Die Deckflügel tragen einen gelben, runden Diskalfleck. Die Beine der Tiere sind schwarz gefärbt. Nur das erste Glied der Kiefertaster ist hell, die übrigen sind schwarz gefärbt. Der gelbe Diskalfleck ist etwas größer als beim ähnlichen Stenus biguttatus. Auch ist der Körper robuster gebaut als bei Stenus longipes. Der hintere Teil des Kopfes ist stumpf gekielt.

## Vorkommen und Lebensweise
Die Tiere kommen in der Paläarktis und in Nordamerika vor. Die nördliche Verbreitung reicht bis zum Polarkreis, stellenweise findet man die Art auch in Lappland. In Norwegen ist sie nur sporadisch im Süden verbreitet. In Mittel- und Südeuropa ist die Art weit verbreitet und häufig bis sehr häufig. Die Tiere besiedeln Ufer von Gewässern mit Lehm oder Humus und lockerem Pflanzenbewuchs. Auch feuchte Lehmböden, etwa auf Feldern, werden besiedelt. Die Imagines fliegen häufig bei hohen Temperaturen. Sie treten vom Frühjahr bis in den Herbst auf. Die Larven haben besonders lange Fühler, Kiefertaster und Beine.